# Tango (programma televisivo)
Tango è stato un programma televisivo italiano in onda dal 16 ottobre 2023 al 6 giugno 2025 su Rai 2 ideato e condotto da Luisella Costamagna.

## Storia
Il titolo Tango faceva ironicamente riferimento alla partecipazione della conduttrice alla diciassettesima edizione di Ballando con le stelle, dove risultò vincitrice.
La prima edizione del programma è stata trasmessa in seconda serata ogni lunedì dal 16 ottobre 2023 al 10 giugno 2024, mentre la seconda edizione si è spostata al venerdì, nella medesima collocazione, dal 13 settembre 2024 al 6 giugno 2025. 
Tango non è stato rinnovato per una terza edizione e si è concluso il 6 giugno 2025 dopo sessantacinque puntate.

## Struttura
Ogni puntata era strutturata in tre parti. La prima era un talk su temi di attualità politica e sociale con dibattiti tra due o quattro ospiti; nella seconda ("Il tavolo delle cloche") un ospite del mondo della cultura o della politica veniva intervistato prendendo spunto da tre oggetti simbolici nascosti sotto cloche da ristorante; nella terza ("Il divano"), più informale e intima, la conduttrice dialogava ogni volta con un personaggio dello spettacolo seduto con lei su un divano.
Le puntate si concludevano con uno spazio (“La voce della scienza”) dedicato ai temi di attualità scientifica, in cui intervenivano esperti di varie discipline tra cui Alessio Jacona, Luca Mercalli, Umberto Guidoni, Mario Tozzi, Debora Rasio e Fabrizio Pregliasco.

## Rubriche e ospiti
Nel programma erano presenti rubriche tenute da ospiti fissi: Saverio Raimondo, che punteggiava il programma con incursioni satiriche; Francesco Pannofino, che ne "Il teatro della politica" declamava frasi di politici italiani contemporanei come fossero testi drammatici; Barbara Alberti, con i suoi "Aforismi sentimentali"; e Paola Maugeri, con i suoi "consigli di vita". Nella prima edizione erano presenti anche Gianluca Gotto e Raffaele Morelli con il loro "Angolo della saggezza".

## Edizioni
| Edizione | Anno      | Conduzione          | Periodo           | Periodo        | Puntate | Regia          |
| Edizione | Anno      | Conduzione          | Inizio            | Fine           | Puntate | Regia          |
| -------- | --------- | ------------------- | ----------------- | -------------- | ------- | -------------- |
| 1ª       | 2023-2024 | Luisella Costamagna | 16 ottobre 2023   | 10 giugno 2024 | 31      | Mauro Stancati |
| 2ª       | 2024-2025 | Luisella Costamagna | 13 settembre 2024 | 6 giugno 2025  | 34      | Mauro Stancati |